# Ogre (település)
Ogre (németül: Oger, litvánul: Uogrė, oroszul: Огре – Ogre) város Lettország közepén, a fővárostól, Rigától 36 kilométerre keletre, a Daugava és az Ogre folyók összefolyásánál.
Ogre három részből áll: Jaunogre (ami „Új Ogrét” jelent), Ogre (a városközpont), és Parogre (jelentése: „Ogre a folyón túl”, habár nem az egész terület helyezkedik el a folyó túloldalán).

## Története
A város neve az Ogre folyóból származik. Az Ogre nevű falut írásos feljegyzés először 1206-ban említette. 1861-ben, amikor a Riga–Daugavpils-vasútvonalat építették, Riga lakosai elkezdtek nyaralókat építeni itt. 1862-ben Ogre gyógyüdülővé vált.
A település 1928-ban városi jogokat, 1938-ban pedig városi címert kapott, amely az Ogre folyót és a környező fenyőerdőket ábrázolja.

## Kultúra, oktatás
Ogréban kulturális központ, művészeti és zeneiskola is található. Három lett és egy orosz tannyelvű iskolája van.
A városnak van egy temetője, amelyben olyan német katonák maradványai nyugszanak, akik az első és a második világháborúban estek el, vagy fogságban haltak meg 1944–1951 között.
Ogre a hazája a 2016/17-es lett jégkorongbajnokság győztesének, a HK Kurbads-nak.

## Lakossága
A 2006-os adatok szerint a város lakosságának 64,55%-a lett, 24,63%-a orosz, 4,2%-a fehérorosz, 1,75%-a lengyel, 1,9%-a ukrán, a fennmaradó 3%-a pedig egyéb nemzetiségű.

## Híres ogreiek
- Itt született Igors Stepanovs (1976), lett válogatott labdarúgó, edző.
- Itt született Andrejs Prohorenkovs (1977), lett válogatott labdarúgó.

## Külső hivatkozások
- A város hivatalos honlapja Archiválva 2020. március 20-i dátummal a Wayback Machine-ben